# Allemands du Kazakhstan

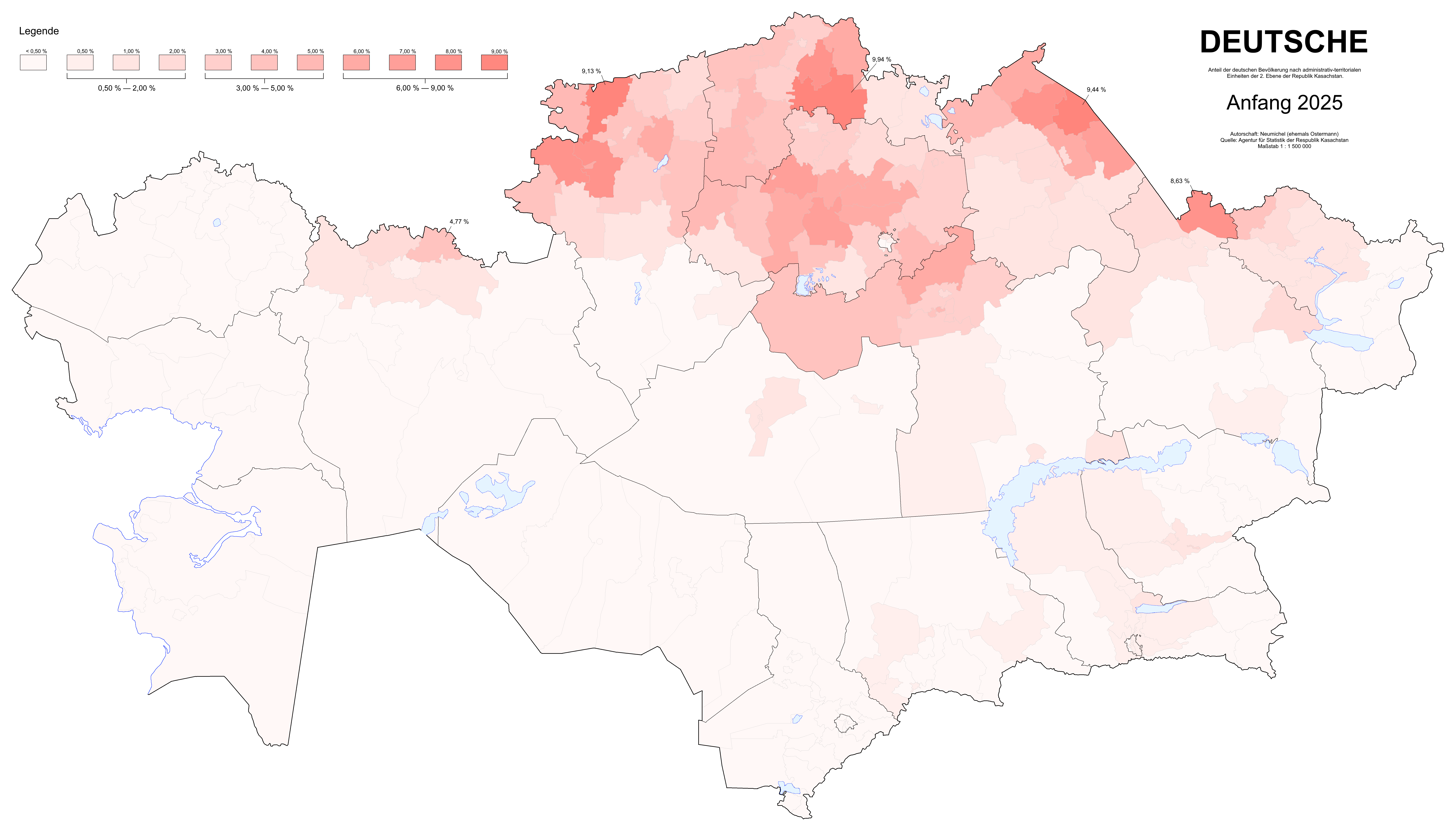
Représentation de la Diaspora allemande au Kazakhstan (densité de population allemande par province)

Les Allemands du Kazakhstan sont une minorité du Kazakhstan.
De nos jours, ils vivent principalement dans le nord-est du pays entre les villes d'Astana et d'Öskemen.
Ils étaient presque un million à la chute de l'URSS et la plupart d'entre eux ont émigrés vers l'Allemagne ou la Russie.

## Histoire
La plupart d'entre eux sont des descendants des Allemands de la Volga ou d'Allemands de la mer Noire, qui furent déportés en octobre 1941 dans la République socialiste soviétique kazakhe (actuel Kazakhstan) pendant la Seconde Guerre mondiale et dans les années suivantes, mais il existait déjà une première colonie allemande dans la région autour d'Astana et des groupes de paysans allemands déjà déportés dans les années 1930 à cause de la dékoulakisation.
Le transfert des Allemands au Kazakhstan se fit à partir du 28 août 1941 : sur leur lieu d'assignation, il leur fut interdit de faire des études, de parler allemand en public et d'exercer des professions liées à l'enseignement, aux communications ou aux transmissions. Jusqu'au milieu des années 1950, ils devaient obligatoirement être déclarés aux autorités militaires. Entre 1941 et 1959 un grand nombre d'entre eux passa, sans jugement, dans des camps de travail où ils furent soumis à des travaux forcés.
En 1979, l'idée de constituer une région autonome des Allemands du Kazakhstan dans la région de Tselinograd (puis nommée Astana) dut être abandonnée en raison de la résistance massive (et violente) des populations locales russes et kazakhes ; à partir de la fin des années 1980, la plupart des Allemands du Kazakhstan émigrèrent pour rejoindre la patrie de leurs ancêtres en profitant du droit allemand au retour (loi qui permet aux descendants d'Allemands ethniques de s'installer en Allemagne) et du fait que la situation économique en Allemagne est bien meilleure qu'au Kazakhstan. Seuls quelques-uns ont cherché à prendre un nouveau départ dans les raions nationaux allemands de Halbstadt (région de l'Altaï) et d'Azovo (près d'Omsk) en Russie ou dans l'ancienne Prusse-Orientale.

## Démographie
Selon le recensement de 2009, 178 000 Allemands vivaient au Kazakhstan soit environ 1,1 % de la population du pays. Ce chiffre a augmenté légèrement pour atteindre 181 000 en 2014.
Le taux de natalité des Allemands du Kazakhstan est relativement élevé (24 ‰ en 2011) et comparable à la moyenne nationale (23 ‰). Toutefois, le solde migratoire est toujours négatif.
Ils habitent principalement dans le nord du pays et aussi dans la région d'Almaty.
La plupart sont russifiés et utilisent désormais la langue russe.
Ils sont pour beaucoup protestants, mais il existe des communautés catholiques à l'origine de la fondation aujourd'hui de nouvelles paroisses.
Les endroits où l'on retrouve le plus d’Allemands du Kazakhstan sont Ouspen (11,19 %), Taran (10,14 %), et Borodwlïxа (11,40 %). Beaucoup ont été à l'origine de bourgs dans le Kazakhstan-Septentrional comme Kellerovka, dépendant du raïon de Taïyncha.

## Personnalités allemandes du Kazakhstan
- German Gref (né Hermann Gräf), ancien ministre russe de l'Économie et du Commerce.
- Juri Judt, footballeur allemand.
- Alexander Merkel, footballeur allemand.
- Roman Neustädter, footballeur allemand dont le père a été international du Kazakhstan.
- Athanasius Schneider, évêque auxiliaire catholique d'Astana
- Joseph Werth, évêque catholique du diocèse de Novossibirsk